# Паметник на св. св. Кирил и Методий (Мурманск)
Паметникът на Кирил и Методий в Мурманск, Русия е открит официално на площад „Първоучители“ през 1990 г.

## История
По време на комунистическия строй в СССР, празникът на славянската писменост е забравен. На 24 май 1986 г., по инициатива на мурмански писатели, за първи път в СССР се отбелязва Денят на славянската писменост и култура, който скоро след това е обявен за официален празник. През 1988 г., в знак на благодарност към жителите на Мурманск, които възраждат този празник в Русия, в България възниква идеята да се дари на града паметник на Кирил и Методий, който е пълно копие на паметника на св. св. Кирил и Методий в София.
На 3 март 1990 г., в Деня на независимостта на България, българският патриарх Негово Светейшество Максим освещава паметника и подписва акт за предаването му на представителите на Мурманск. Месец и половина по-късно, на 22 май 1990 г., се състои тържественото откриване на паметника в парка пред Мурманската регионална научна библиотека.

## Описание
Статуите на Кирил и Методий, символизиращи неугасими свещи, са отлети от бронз и стоят на бетонен пиедестал. Под цялата композиция лежи солидна основа, състояща се от дванадесет гранитни плочи.
Кирил държи перо в ръка, а Методий притиска към себе си Библията. Фигурите поддържат свитък, на който са изобразени първите букви от славянската азбука – „А“ и „Б“. И двамата братя са облечени в широките одежди на монасите от миналото.